# Moritz Bauer
Moritz Bauer (Winterthur, 25 gennaio 1992) è un ex calciatore svizzero naturalizzato austriaco, difensore.

## Carriera

### Club
Il 20 maggio 2013 gioca da titolare la finale di Coppa Svizzera contro il Basilea e vince il trofeo dopo la serie dei calci di rigore.

### Nazionale
Gioca la sua prima partita con la Svizzera Under-21 a Växjö il 6 giugno 2013 in occasione della partita contro la Georgia Under-21 (partita vinta per 3-2).

## Palmarès

### Club

#### Competizioni nazionali
- Coppa Svizzera: 1

Grasshoppers: 2012-2013
- Coppa di Lega scozzese: 1

Celtic: 2019-2020
- Campionato scozzese: 1

Celtic: 2019-2020